# 圣乔治堂 (布兰登山)
圣乔治堂（英語：St George's）是一座历史建筑，原为教堂，位于英格兰布里斯托尔大乔治街，靠近公园街，在布兰登山山坡上。
该建筑由罗伯特·斯米尔贝爵士建于19世纪20年代。这是一座II*级登录建筑。
1999年，教堂进行了翻修，使其适合用作全职音乐会场地，10月重新开放，其名称现在为圣乔治布里斯托尔（英語：St George's Bristol）。